# Ганчи
Ганчи́ (тадж. Ғончӣ) — посёлок , административный центр Деваштичского района.

## История
Основан 25 августа 1977 года. Расположен в 90 км юго-западнее города Худжанда и в 200 км к северу от столицы Таджикистана — Душанбе. Площадь посёлка составляет 231 га.

## Инфраструктура
В посёлке имеются:
- 19 мини-промпредприятий,
- 4 школы,
- 3 библиотеки (с общим фондом в 35 000 книг),
- 3 больницы (на 378 коек),
- 2 пятничные мечети,
- 1 клуб (на 400 мест).

## Население
Население по оценке на 1 января 2022 года составляло 13 700 человек.
По состоянию на 2013 год: таджиков — 8711 чел. (83,0%), узбеков — 1753 чел. (17,0%), русских — 19 чел. (1,8%), других народностей — 19 чел. (1,8%).